# 菲尔·豪斯利
菲尔·豪斯利（英語：Phil Housley，1964年3月9日—），美国男子冰球运动员，场上位置是后卫。他曾代表美国国家队参加2002年冬季奥林匹克运动会冰球比赛，获得一枚银牌。